# 1892

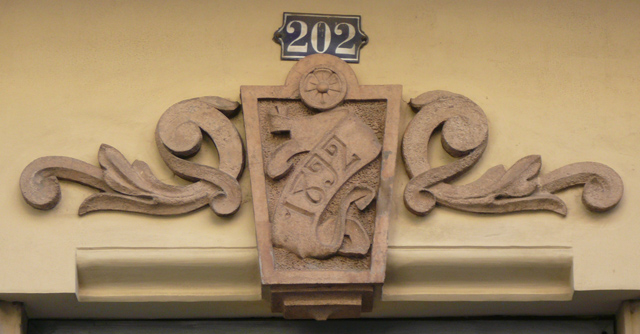
Llinda amb data a l'Eixample de Barcelona

## Esdeveniments
Països Catalans
- Del 25 de març al 27 de març a Manresa hi té lloc la primera assemblea de la Unió Catalanista que debat i aprova les Bases de Manresa, la primera proposta concreta del catalanisme per establir una autonomia a Catalunya.
- 14 de maig, Barcelona: Estrena de L'ànima morta, d'Àngel Guimerà, al teatre Novetats.[1]
- Agost, Barcelona: el pintor Joan Baixas crea l'Acadèmia Baixas.[2]
- 21 de desembre, Barcelona: S'obre al públic el nou Mercat de l'Abaceria Central, al barri de Gràcia.

Resta del món
- Arthur Conan Doyle publica les aventures de Sherlock Holmes.
- 18 de desembre, Sant Petersburg, Imperi Rus: S'estrena Teatre Mariïnski el ballet El Trencanous.
- Epidèmia de còlera a Hamburg per aigua sense filtrar.[4]
- Es pinta el Baptisme a l'església de Tanum.

## Naixements
Països Catalans
- 4 de febrer, 
  - el Vendrell, Baix Penedès: Andreu Nin, polític i escriptor català (m. 1937).
  - Sant Gervasi de Cassoles: Mercè Plantada i Vicente, soprano catalana (m. 1976).[5]
- 25 de febrer, Barcelona: Pilar Rufí i Bosch, soprano liederista, professora de cant i compositora catalana (m. 1969).[6]
- 29 de febrer, València: Ana María Ibars Ibars, escriptora i mestra valenciana (m. 1965).[7]
- 14 de març, Olot: Carme Gotarde i Camps, fotògrafa catalana, i també pintora, dibuixant i escultora (m. 1953).[8]
- 26 de març,- Barcelona: Carles Soldevila i Zubiburu, dramaturg, poeta, periodista, novel·lista català i promotor cultural (m. 1967).[9]
- 29 de març - Santiago de Cuba: Caridad del Río –o Caritat Mercader–, militant comunista catalana, agent de l'NKVD soviètic (m. 1975).[10]
- 12 de maig - Barcelona: Roser Matheu i Sadó, poeta, escriptora, biògrafa i pintora catalana.[11]
- 22 de maig, Ontinyent, la Vall d'Albaida: Juan Calvo Domenech, actor valencià.
- 26 d'abril, Barcelona: Teresa Campañà i Cassi, metgessa catalana (m. 1978).[12]
- 7 de juny, Hamburg, Alemanya: Gertrud Bing, historiadora de l'art, acadèmica, bibliotecària i directora del Warburg Institute (m. 1964).
- 25 de juny, Barcelona: Carme Montoriol i Puig, traductora, escriptora i pianista catalana.[13]
- 5 de juliol, Barcelona: Enric Casals i Defilló, violinista i compositor català (m. 1986).[14]
- 29 de juliol, Palamós: Maria Trias Joan, empresària hotelera catalana (m. 1960).[15]
- 5 de setembre, Santa Coloma de Gramenet: Carme Cortès i Lladó, pintora impressionista catalana (m. 1979).[16]
- 13 de setembre, Puig-reig: Esteve Maria Relat i Corominas, metge i alcalde de Sabadell del 1923 al 1930.
- 23 de setembre, Xera, Serrans: Llibertat Ródenas, sindicalista valenciana d'ideologia anarquista (m. 1970).[17]
- 27 de setembre, Alcúdia, Mallorca: Maria Verger i Ventayol, poeta i bibliotecària mallorquina (m. 1983).[18]
- 4 d'octubre, Figueres: Mercedes Moner Raguer, pianista figuerenca (m.1991).[19]
- 29 d'octubre: 
  - Girona: Aurora Bertrana i Salazar, escriptora catalana.[20]
  - Barcelona: Lola Anglada, narradora infantil i dibuixant catalana.
- 11 de novembre, Sabadell, província de Barcelona: Joan Puig i Pujol, escriptor i polític català.
- 25 de novembre, Alaior, Menorca: Margarida Comas i Camps, biòloga (m. 1973).[21]
- Santa Coloma de Gramenet: Carme Cortès i Lladó, pintora impressionista (m. 1979).[22]
- Barcelona: Roser Matheu i Sadó, poeta i biògrafa catalana (m. 1985).[23]

Resta del món
- 3 de gener, Bloemfontein, Sud-àfrica: J. R. R. Tolkien, escriptor i filòleg anglès.
- 5 de gener, Florència, o Prato: Francesca Bertini, actriu italiana del cinema mut (m. 1985).[24]
- 1 de febrer, Damasc: Badia Masabni, ballarina de dansa del ventre, pionera de la dansa del ventre moderna actual (m.1974).
- 3 de febrer, Las Palmas de Gran Canaria: Juan Negrín, polític i metge espanyol, president de la Segona República Espanyola (m. 1956).
- 6 de febrer, Stoughton, Wisconsin (EUA): William Parry Murphy, metge nord-americà, Premi Nobel de Medicina o Fisiologia de 1934 (m. 1987).[25]
- 29 de febrer, Green Cove Springs: Augusta Savage, escultora, educadora, activista estatunidenca en el Harlem Renaissance (m. 1962).[26]
- 6 de març - Màlaga: Victoria Kent Siano, primera dona advocada a exercir a Espanya (m. 1987).[27]
- 8 de març, Melo, Uruguai: Juana de Ibarbourou, poetessa uruguaiana.[28]
- 9 de març, Kent: Vita Sackville-West, poeta i novel·lista anglesa (m.1962).[29]
- 10 de març:
  - Towanda, Pennsilvània (Estats Units): Gregory La Cava, director de cinema estatunidenc (m. 1952).[30]
  - Le Havre, França: Arthur Honegger, compositor franco-suís (m. 1955).[31]
  - Werneth, Oldham, Gran Manchester: Eva Turner, soprano anglesa (m. 1990).[32]
- 13 de març, Indianapolis (EUA): Janet Flanner, periodista nord-americana, corresponsal de The New Yorker a París de 1925 fins a 1975 (m. 1978)[33]
- 14 de març, Ada (Imperi Austrohongarès) (avui dia a Voivodina Sèrbia): Mátyás Rákosi, polític comunista hongarès que, entre 1945 i 1956, dirigí la República Popular d'Hongria (m. 1971)[34]
- 28 de març, Gant, Bèlgica: Corneille Heymans, metge belga, Premi Nobel de Medicina o Fisiologia de 1938 (m. 1968).[35]
- 8 d'abril, Toronto, Canadà: Mary Pickford, actriu canadenca.[36]
- 19 d'abril, Saint-Maur-des-Fossés (França): Marcelle Taillefesse, més endavant Germaine Tailleferre, compositora pertanyent al corrent del neoclassicisme musical i formà part del cèlebre Groupe des Six francès (m. 1983)[31]
- 20 d'abril, Nova York: Caresse Crosby, dissenyadora del sostenidor modern (m. 1970).[37]
- 2 de maig, Breslau, actual Wrocław, Silèsia: Manfred von Richthofen, aviador alemany (m. 1918).[38]
- 3 de maig, Cambridge, Anglaterra: George Paget Thomson, físic britànic i Premi Nobel de Física de l'any 1937 (m. 1975).[39]
- 5 de maig, Londresː Dorothy Garrod, arqueòloga britànica especialitzada en el període Paleolític (m. 1968).[40]
- 7 de maig, Kumrovec, Croàcia: Josip Broz, Tito polític iugoslau (m. 1980).[34]
- 9 de maig, Lucca, Toscana, Itàlia: Zita de Borbó-Parma, última emperadriu de la casa Habsburg de l'imperi austrohongarès (m. 1989).[41]
- 11 de maig, Londres, Anglaterra: Margaret Rutherford, actriu britànica (m. 1972).[42]
- 23 de maig:
  - Stuttgart: Benita Koch-Otte, teixidora, dissenyadora i artista tèxtil alemanya, alumna de la Bauhaus (m. 1976).[43]
  - Bilbao: Rafael Moreno Aranzadi, Pichichi, futbolista basc (m. 1922).
- 29 de maig, Sala Capriasca, Suïssa: Alfonsina Storni, poeta i escriptora argentina del Modernisme (m. 1938).[44]
- 12 de juny, Nova York: Djuna Barnes, escriptora i il·lustradora estatunidenca (m. 1982).[45]
- 16 de juny, València: Luisa Puchol Butier, actriu espanyola (m. 1965).[46]
- 26 de juny, Hillsboro (Virgínia de l'Oest): Pearl S. Buck, escriptora nord-americana, Premi Nobel de Literatura 1938 (m. 1973).[47]
- 8 de juliol, Hampshire (Anglaterra): Richard Aldington, el nom de pila del qual va ser Edward Godfree Aldington, escriptor i poeta Britànic (m. 1962).[48]
- 15 de juliol, Berlín: Walter Benjamin, assagista, crític literari, traductor i filòsof alemany, d'origen jueu, col·laborador de l'Escola de Frankfurt.
- 22 de juliol, Stonařov (Moràvia, Àustria-Hongria): Arthur Seyss-Inquart,dirigent naziaustríac que va ser Canceller d'Àustria durant els dos dies anteriors a l'Anschluss (m. 1946).[34]
- 23 de juliol, Ejersa Goro, Hararge (Etiòpia): Haile Selassie I d'Etiòpia, darrer emperador d'Etiòpia (m. 1975).[34]
- 24 de juliol, 
  - Seattle: Alice Ball, química nord-americana que va desenvolupar un tractament efectiu contra la lepra (m. 1916).[49]
  - Bonen, Bretanya: Philomène Cadoret, escriptora bretona (m. 1923).[50]
- 15 d'agost, Dieppe, França: Louis-Victor de Broglie, físic francès, Premi Nobel de Física de 1929 (m. 1987).[51]
- 19 d'agost,
  - Medina de Rioseco: Luisa Cuesta, mestra, bibliotecària, advocada espanyola, pionera universitària (m. 1962).[52]
  - Krasnoe Selo, Imperi rus: Elisabet Kozlova, ornitòloga russa que va treballar en l'avifauna de l'altiplà tibetà (m. 1975).[53]
- 28 d'agost, Filadèlfia: Elizabeth Hirsh Fleisher, arquitecta estatunidenca.[54]
- 4 de setembre, Ais en Provença, França: Darius Milhaud, compositor francès (m. 1974).[55]
- 6 de setembre, Bradford, West Yorkshire, Anglaterra: Edward Victor Appleton, físic britànic, Premi Nobel de Física de 1947 (m. 1965).[56]
- 10 de setembre, Wooster, Ohio (EUA): Arthur Holly Compton. físic estatunidenc, Premi Nobel de Física de 1927 (m. 1962).
- 4 d'octubre, Texing, Baixa Àustria: Engelbert Dolfuss, polític conservador.
- 9 d'octubre, Dolac, Bòsnia-Hercegovina: Ivo Andrić, escriptor bosnià, Premi Nobel de Literatura 1961 (m. 1975).
- 15 de novembre, Pottstown, Pennsilvània: Naomi Childers, actriu estatunidenca de cinema mut (m.1964).[57]
- 16 de novembre, Sichuan (Xina): Guo Moruo (en xinès: 郭沫若;):també conegut com a Dingtang (鼎堂), és el pseudònim del poeta, dramaturg, assagista i historiador xinès Guo Khaizen(m. 1978).
- 4 de desembre, Ferrol, Galícia: Francisco Franco Bahamonde, militar i dictador espanyol.[58]
- 21 de desembre, Londres: Rebecca West, escriptora, periodista i crítica literària britànica (m. 1983).[59]
- Bedřich Voldan, compositor i musicòleg txec.

## Necrològiques
Països Catalans
- 12 de febrer, Barcelona: Antoni de Bofarull i de Brocà, historiador, poeta, novel·lista i dramaturg català (n. 1821).
- 27 de febrer, Barcelona: Lluís Cutchet i Font, periodista i polígraf català (n. 1815).[60]
- 22 d'abril, Barcelona: Josep Maria Bocabella i Verdaguer, llibreter i filantrop català que ideà la construcció del Temple de la Sagrada Família.
- 22 de maig, Laren, Holanda del Nord: Bella Dutton, tennista instal·lada a Barcelona, pionera del tennis femení català (n. 1899).[61]
- 11 de juny, Le Havre: Giovanna Rossi-Caccia, soprano catalana que inaugurà el Liceu.[62]
- 29 de juny, Barcelona: Emili Pi i Molist, metge psiquiatre (n. 1824).[63]

Resta del món
- 11 de gener: Arnold Joseph Blaes, clarinetista belga.
- 26 de març: Camden, Nova Jersey: Walt Whitman, poeta estatunidenc (n. 1819).
- 15 d'abrilː Weston-super-mareː Amelia Edwards, novel·lista, periodista, viatgera i primera egiptòloga anglesa (n. 1831).[64]
- 29 de maig, Sant Joan d'Acre, Imperi Otomà: Bahà'u'llàh, fundador de la fe bahà'í (n. 1817).[65]
- 9 de juny, Edo (Japó): Tsukioka Yoshitoshi, artista gravador.
- 15 de juliol, Weimar: Victoria Åberg, pintora paisatgista finlandesa.[66]
- 23 d'agost, Manuel Deodoro da Fonseca primer president de la República de Brasil (n. 1827).[67]
- 6 de desembre, Charlottenber, Berlín (Alemanya): Werner von Siemens, inventor alemany (n. 1816).[68]
- 18 de desembre, Londres, Regne Unit: Richard Owen, biòleg, paleontòleg i estudiós de l'anatomia comparada anglès.
- Dresden: Maurycy Karasowski, compositor i musicòleg polonès del Romanticisme.